# 尤尼蒂 (緬因州普查規定居民點)
尤尼蒂（英語：Unity）是位於美國緬因州瓦多縣的一個普查規定居民點。

## 人口
根據2020年美國人口普查的數據，尤尼蒂的面積為4.76平方千米，當中陸地面積為4.75平方千米，而水域面積為0.01平方千米。當地共有人口448人，而人口密度為每平方千米94.12人。